# Konrad Miegel

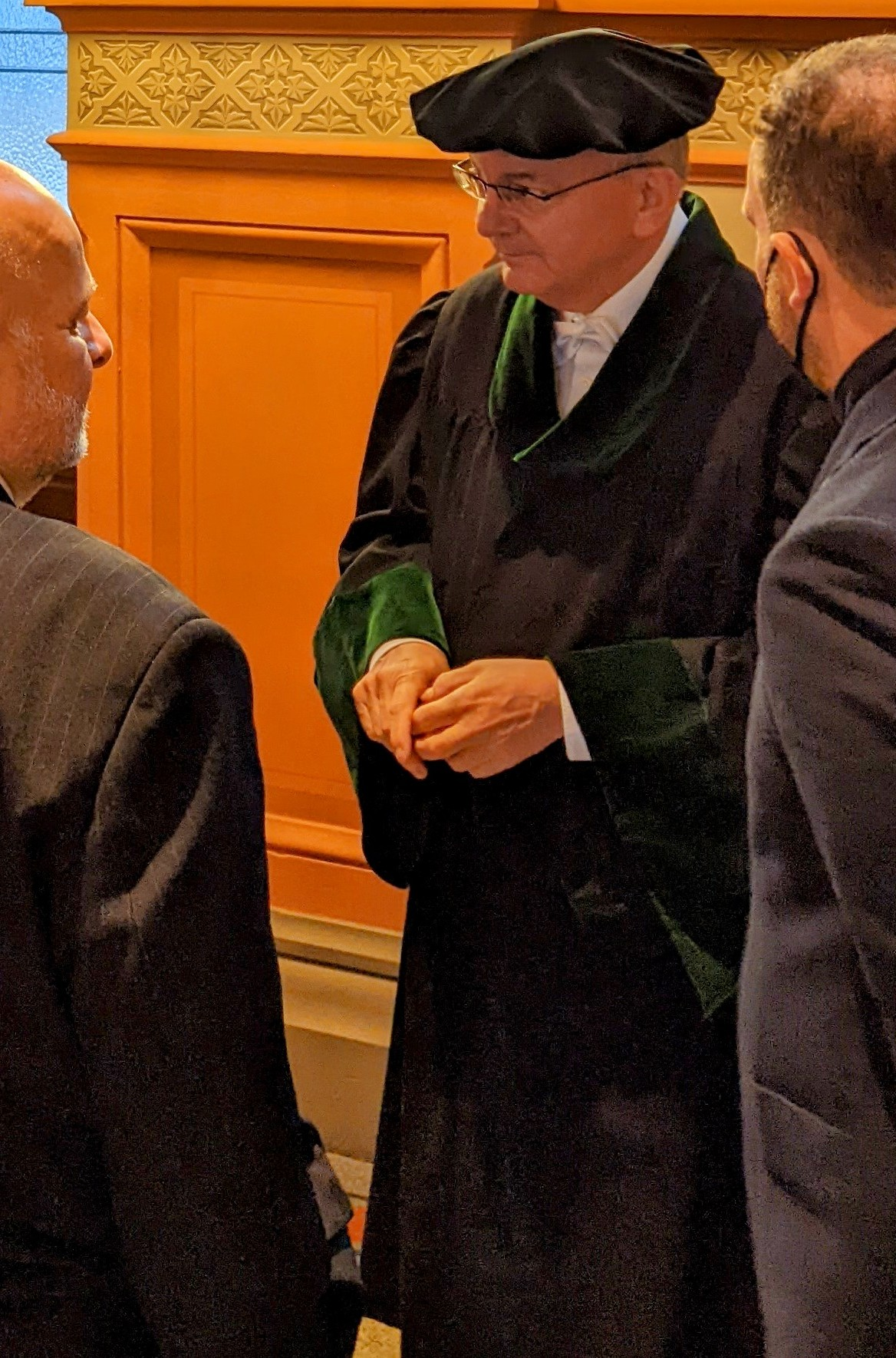
Konrad Miegel im Talar des Dekans der Agrar- und Umweltwissenschaftlichen Fakultät (2022)

Konrad Miegel (* 22. Mai 1959 in Genthin) ist ein deutscher Hydrologe und Professor an der Universität Rostock.

## Werdegang
Konrad Miegel absolvierte sein Abitur im Jahr 1977 an der EOS Theodor Neubauer in Genthin und leistete im Anschluss seinen Wehrdienst bei der Volksmarine der DDR ab. Im Jahr 1980 nahm er das Studium der Hydrologie an der TU Dresden auf, welches er als Diplom-Hydrologe abschloss. Im Anschluss promovierte Miegel im Rahmen eines Forschungsstudiums (bis 1988) und erlangte den Titel Dr. rer. nat. Von 1988 bis 1995 war er wissenschaftlicher Mitarbeiter am Lehrstuhl für Meteorologie der TU Dresden am Standort Tharandt.
Im Jahr 1996 wurde er Professor für Hydrologie an der Universität Rostock. Seit dem 1. Oktober 2018 steht er der Agrar- und Umweltwissenschaftlichen Fakultät als Dekan vor.

## Wissenschaftliche Mitgliedschaften
- Deutsche Vereinigung für Wasserwirtschaft, Abwasser und Abfall e.V. (DWA), Mitglied der Arbeitsgruppen „Niederschlag“, „Verdunstung“ (seit 2002 Vorsitz[3]) und „Verknüpfung von Oberflächen- und Grundwasser“.
- Fachgemeinschaft Hydrologische Wissenschaften (Arbeitsgruppen „Forschung und Entwicklung“ und „Ausbildung und Beruf“)[4]
- Deutsche Meteorologische Gesellschaft[1]

## Veröffentlichungen (Auswahl)
- Miegel, Mehl, Malitz, Ertel: Ungewöhnliche Niederschlagsereignisse im Sommer 2011 in Mecklenburg-Vorpommern und ihre hydrologischen Folgen. In: Hydrologie und Wasserbewirtschaftung. Band 58, Nr. 1, 2014, S. 18–28, doi:10.5675/HyWa_2014,1_2.
- Nicola Fohrer, Helge Bormann, Konrad Miegel, Markus Casper: Hydrologie. Haupt Verlag, Bern 2016, ISBN 978-3-8252-4513-9, S. 389.